# Mobil Oil Reederei
Der Vorläufer der Mobil Oil Reederei war die Seetransport-Abteilung der Deutschen Vacuum Oil Aktiengesellschaft in Hamburg.

## Geschichte
1899 erfolgte in Hamburg die Gründung von Mobil (ab 1955 als Mobil Oil A.G. in Deutschland) in Deutschland, sie wurde als die Verkaufsagentur der Vacuum Oil Company zu Hamburg in das Hamburger Handelsregister eingetragen. Die Vacuum Oil Company wickelte darüber den Import und Verkauf von Schmierölen und -fetten ab, die aus den USA in Holzfässern per Schiff nach Hamburg kamen. 1905 erhielt die Deutsche Vacuum Oil Company zu Hamburg die Erlaubnis, in Schulau eine Erdölraffinerie zu errichten, 1911 entstand die Raffinerie in Bremen-Oslebshausen und 1929 erhielt die Deutsche Vacuum Oil Company den ersten Tanker Schulau. 
1955 erfolgte die Gründung der Vacuum Reederei GmbH. Im Herbst 1956 firmierte die „Deutsche Vacuum AG“ und damit auch die „Vacuum Reederei GmbH“ um in „Deutsche Mobil Oil AG“. Die Reedereiaktivitäten von Mobil in Deutschland endeten 1992 mit der Übergabe der Jade an die Adratic Tanker Shipping Co. in Hamburg.

## Die Flotte
Der Tankdampfer Schulau mit einer Vermessung von 4.275 BRT und 6245 tdw  wurde 1922 von der Bethlehem Shipbuilding Company Baltimore für eigene Rechnung als Fort Mchenry fertiggestellt und 1923 als Vacoil an die Vacuum Oil Co., New York, verkauft. 1929 wurde der Dampfer an die Deutsche Vacuum Oil Company als Schulau übertragen und 1935 nach England verkauft. 1942 wurde er durch das deutsche U-Boot U 431 im Mittelmeer versenkt.
Im April 1939 wurde von der D. W. Kremer Sohn der Küstenmotortanker Vacuum (760 tdw) an die Deutsche Vacuum Oil Co. abgeliefert, der im August von der Kriegsmarine für den Seefliegerhorst Kiel-Holtenau übernommen wurde.
1949 wurde der Tankdampfer von der Socony Vacuum Transportation Co., London übernommen und in Lacklan umbenannt. Er wurde 1929 als Vacuoline von Lithgows, Port Glasgow an Vacuum Oil, London abgeliefert. 1959 wurde er an die Eisen & Metall AG Lehr & Co. in Bremerhaven zum Abbruch verkauft.
Das vierte Schiff, der Motortanker Faust, kam im Juni 1955 als Neubau vom Bremer Vulkan zur Vacuum Reederei GmbH, Hamburg und wurde im September 1956 an die Mobil Oil Reederei, Hamburg übertragen. Bis 1962 war er für die Mobil Oil in Fahrt und wurde in die Türkei verkauft.
Der Motortanker Oberg wurde von D. W. Kremer Sohn 1952 als Osterbek an Knöhr & Burchard abgeliefert und 1958 an die Mobil Oil Reederei, Hamburg verkauft. 1973 wurde er in die Niederlande verkauft und 1977 in Le Havre abgebrochen.
Das sechste und siebte Schiff, die Turbinentanker Egmont und Tasso kamen 1961 und 1962 als Schwesterschiffe mit 30.765 BRT vom Bremer Vulkan. Die Egmont wurde 1970 an griechische Interessenten verkauft und für drei Jahre zurückgechartert. Er wurde 1982 in Karachi abgebrochen. Die Tasso fuhr bis 1981 für die Mobil und wurde 1981 bei der Dah Yung Steel Manufacturing in Malaysia abgebrochen.
Der Motortanker Mobil Jade (6.370 BRT) wurde 1975 als größtes Schiff dieser Werft von der Schulte & Bruns Schiffswerft, Emden an die Mobil Oil Reederei, Hamburg abgeliefert, 1978 und 1989 von der Werft Nobiskrug umgebaut und auf 7.300 BRT vergrößert. 1991 wurde der Tanker in Jade umbenannt und 1992 als Ionian Jade an griechische Reeder verkauft. 1995 wurde der Tanker in Bremerhaven an die Kette gelegt und für 800.000 DM zwangsversteigert. 2005 wurde er in Indien abgebrochen.
1979 übernahm die Mobil Oil Reederei, Hamburg von der Celmisia Shipping Co., Monrovia die Al Bilad, die in Mobil Weser und später in Jeverland umbenannt wurde. Sie wurde 1967 von Hitachi Shipbuilding & Engineering Co., Sakai als Berge Sigval an die norwegische Reederei Sigval Bergesen abgeliefert. 1983 wurde der Tanker umbenannt in Jeverland, 1984 verkauft und 1991 in Chittagong abgebrochen.